# Drycothaea bicolorata
Drycothaea bicolorata är en skalbaggsart som beskrevs av Martins och Maria Helena M. Galileo 1990. Drycothaea bicolorata ingår i släktet Drycothaea och familjen långhorningar. Inga underarter finns listade i Catalogue of Life.